# Joseph Djimrangar Dadnadji
Joseph Djimrangar Dadnadji, né le 1er janvier 1954 dans le Mandoul (Union française, Tchad) et mort le 31 décembre 2019 à N'Djaména (Tchad), est un homme politique tchadien, Premier ministre en 2013.

## Biographie
Joseph Djimrangar Dadnadji est le président fondateur du parti CAP-SUR (Cadre d'Action Populaire pour la Solidarité et l’Unité de la République). Il était le Premier ministre du Tchad du 21 janvier 2013 au 21 novembre 2013. Cet ancien haut cadre pendant le règne d'Hissein Habré était membre du Mouvement Patriotique du Salut (MPS), parti politique fondé par  Idriss Deby Itno avant de démissionner et créer son propre parti le Cap-sur. En 2002, il est nommé Ministre du Plan, du Développement et de la Coopération Internationale. Joseph Djimrangar Dadnadji a également occupé le poste du directeur de cabinet à la présidence du Tchad à deux reprises.
Le 31 décembre 2019, il meurt d'un accident vasculaire cérébral (AVC) survenu le 26 décembre dans un hôpital de N'Djaména.